# Stefany Cuadrado
Stefany Lorena Cuadrado Florez (* 2. Mai 2006 in Caucasia) ist eine kolumbianische Bahnradsportlerin, die auf Kurzzeitdisziplinen spezialisiert ist.

## Sportlicher Werdegang
Cuadrado spielte ursprünglich Tischtennis und entdeckte das Radfahren während der Corona-Pandemie. Von ihrem Sportlehrer ermutigt, an Schulmeisterschaften teilzunehmen, gewann sie 2021 bei ihrem ersten Wettbewerb auf der Bahn alle Wettbewerbe. 2022 nahm sie mit Erfolg an einem nationalen Sichtungslehrgang teil. Bei den Panamerika-Meisterschaften der Junioren, die im Mai 2023 in Asunción stattfanden, gewann sie drei Goldmedaillen in den Kurzzeit-Disziplinen (Sprint, Zeitfahren, Teamsprint). Drei Monate später wurde sie vor Heimpublikum in Cali Junioren-Weltmeisterin im Keirin und Vize-Weltmeisterin im Sprint.
2024 nahm Cuadrado am Nations Cup sowie an den Panamerika-Meisterschaften der Elite und der Junioren teil. Bei letzteren gewann sie alle vier Titel in den Kurzzeit-Disziplinen. Vom kolumbianischen Verband wurde sie für die Olympischen Spiele 2024 nominiert, wo sie an der Seite von Martha Bayona an den Wettbewerben im Sprint und im Keirin teilnahm und den 17. Platz im Sprint und den 23. Platz im Keirin belegte. Während der Sprint-Qualifikation brach sie den sieben Jahre alten Junioren-Weltrekord über 200 Meter bei fliegendem Start mit einer Zeit von 10,508 Sekunden. Wenige Wochen später wurde sie bei den Junioren-Weltmeisterschaften Dreifach-Weltmeisterin im Keirin, Sprint und Zeitfahren.

## Erfolge
2023
 Panamerika-Meisterin (Junioren) – Sprint, Zeitfahren, Teamsprint (mit Nathalia Martínez und Liz Sánchez)
 Panamerika-Meisterschaften (Junioren) – Keirin
 Weltmeisterin (Junioren) – Keirin
 Weltmeisterschaften (Junioren) – Sprint
2024
 Panamerika-Meisterin (Junioren) – Sprint, Keirin, Zeitfahren, Teamsprint (mit Nicolle García und Mariana Pérez)
 Weltmeisterin (Junioren) – Sprint, Keirin und Zeitfahren
2025
- Panamerikameisterschaft – Teamsprint (mit Yarli Mosquera und Juliana Gaviria)